# براندون زیباکا
براندون زیباکا (انگلیسی: Brandon Zibaka؛ زادهٔ ۲۰ مهٔ ۱۹۹۵) بازیکن فوتبال اهل بریتانیا است.
از باشگاه‌هایی که در آن بازی کرده است می‌توان به باشگاه فوتبال چورلی و باشگاه فوتبال پرستون نورث اند اشاره کرد.